# Dálnice M19 (Maďarsko)
Dálnice M19 (maď M19-es autóút) je rychlostní silnice v Maďarsku na území města Győru. Vychází z dálnice M1 na jejím 107. kilometru, vede okolo čtvrti Győrszentiván a u čtvrti Likócs se napojuje na starou státní silnici č. 1 do centra města. Jedná se o původní koncový úsek dálnice M1, než byla prodloužena jižním obchvatem Győru a dále směr Vídeň. Nyní M19 slouží jako radiála či přivaděč směrem na Budapešť. 
Její stavba byla dokončena v roce 2007, dálnice má však stále pouze jeden jízdní profil. Nejvyšší povolená rychlost je zde omezená na 90 až 100 km/h.